# Pangrapta pannosa
Pangrapta pannosa là một loài bướm đêm trong họ Erebidae.